# Зав'ялово (Іскітимський район)
Зав'ялово (рос. Завьялово) — село в Іскітимському районі Новосибірської області Російської Федерації.
Входить до складу муніципального утворення Бистровська сільрада. Населення становить 1124 особи (2010).

## Історія
Згідно із законом від 2 червня 2004 року органом місцевого самоврядування є Бистровська сільрада.

## Населення
| 1996 | 2002  | 2007  | 2010  |
| ---- | ----- | ----- | ----- |
| 1268 | ↘1038 | ↗1649 | ↘1124 |